# موتور تاج محمد (تفتان)
موتور تاج محمد روستایی در دهستان نازیل بخش نازیل شهرستان تفتان استان سیستان و بلوچستان ایران است.

## جمعیت
بر پایه سرشماری عمومی نفوس و مسکن در سال ۱۳۹۵ جمعیت این روستا ۱۴ نفر (۵خانوار) بوده‌است.